# David Neres
David Neres Campos (São Paulo, 3 de marzo de 1997) es un futbolista brasileño. Juega de delantero y su equipo es la S. S. C. Napoli de la Serie A de Italia.

## Trayectoria

### São Paulo F. C.
Se formó en la cantera del São Paulo desde el año 2007. En febrero de 2016 se proclamó campeón de la Copa Libertadores sub-20 después de superar al Liverpool en la final. En agosto ascendió al primer equipo paulista, con el que debutó oficialmente el 17 de octubre de 2016 en un encuentro ante Fluminense (1-2). Sólo cinco días más tarde, logró su primer gol con el equipo brasileño ante Ponte Petra.

### Ajax de Ámsterdam
El 31 de enero de 2017 fue fichado por el Ajax de Ámsterdam a cambio de 12 millones de euros más otros tres en variables, siendo el segundo fichaje más caro en la historia del club por detrás de Sulejmani. Por otro lado, firmó un contrato hasta el 30 de junio de 2021. En sus primeros meses en el club neerlandés marcó tres goles, el primero de ellos en un triunfo ante el Feyenoord por 2 a 1. El 24 de mayo jugó la final de la Liga Europa, en la que el Manchester United derrotó 2 a 0 al Ajax.
En la temporada 2017-18 se consolidó definitivamente en el Ajax, alcanzando los catorce goles y trece asistencias en Eredivisie lo que le llevaron a ser el máximo goleador de la plantilla. El 5 de marzo de 2019 logró su primer tanto en Liga de Campeones en el histórico triunfo por 1 a 4 ante el Real Madrid, en el Estadio Santiago Bernabéu, que significó el pase a la ronda de cuartos de final.
En los cinco años que estuvo en el conjunto neerlandés ganó cinco títulos y marcó 47 goles en los 180 partidos que disputó.

### F. K. Shajtar Donetsk
El 14 de enero de 2022 puso fin a su etapa en Ámsterdam y fue traspasado al F. K. Shajtar Donetsk a cambio de 12 millones de euros. No pudo jugar ningún partido después de la suspensión de las competiciones como consecuencia de la invasión rusa de Ucrania.

### S. L. Benfica
El 20 de junio de 2022 el S. L. Benfica anunció su contratación para los siguientes cinco años después de haber pagado 15,3 millones de euros de traspaso. En el primero de ellos ayudó a ganar la Primeira Liga y en dos campañas disputó 83 partidos en los que marcó diecisiete goles y dio veinticinco asistencias.

### S. S. C. Napoli
El 21 de agosto de 2024 abandonó el conjunto lisboeta después de ser traspasado a la S. S. C. Napoli por 30 millones de euros.
Debutó con los napolitanos cuatro días después, entrando en el minuto 88 del partido contra el Bologna, en sustitución de Matteo Politano, y proporcionó inmediatamente la asistencia a Giovanni Simeone para el gol definitivo de 3-0. El 26 de septiembre marcó su primer gol con la camiseta azul, en el partido de los dieciseisavos de la Copa Italia contra el Palermo, firmando el cuarto gol del 5-0 final. Su primera anotación en la liga llegó, en cambio, el 4 de octubre, en el encuentro en casa contra el Como, donde marcó el 3-1 final a favor de los napolitanos. Al final de su primera temporada en Nápoles, Neres jugó en 30 partidos (28 en la Serie A y 2 en la Copa Italia), anotó 3 goles y dio 8 asistencias, aportando así al equipo en su camino hacia la conquista de su cuarto Scudetto.

## Selección nacional

### Categorías inferiores
Fue internacional con la selección de Brasil en la categoría sub-20. Fue citado por primera vez a la selección sub-20 para viajar a Ciudad de México y jugar una serie de amistosos contra la selección local. Debutó con la Canarinha el 11 de noviembre de 2016, fue titular contra México y ganaron 1 a 0. Finalmente, el 7 de diciembre de 2016, fue confirmado en la lista oficial por Rogério Micale para defender la selección de Brasil en el Campeonato Sudamericano Sub-20 de 2017.

#### Participaciones en categorías inferiores
En cursiva las competiciones no oficiales.
| Competición              | Sede    | Resultado     | Partidos | Goles |
| ------------------------ | ------- | ------------- | -------- | ----- |
| Sudamericano Sub-20 2017 | Ecuador | Quinto puesto | 9        | 0     |

#### Detalles de partidos
| Con Brasil sub-20 | Con Brasil sub-20 | Con Brasil sub-20 | Con Brasil sub-20       | Con Brasil sub-20         | Con Brasil sub-20                       | Con Brasil sub-20     | Con Brasil sub-20 | Con Brasil sub-20 |
| N.º               | Rival             | Resultado         | Fecha                   | Lugar                     | Competencia                             | Asistencias           | Ref.              |                   |
| ----------------- | ----------------- | ----------------- | ----------------------- | ------------------------- | --------------------------------------- | --------------------- | ----------------- | ----------------- |
| 1                 | México            | 0:1 (0:1)         | 11 de noviembre de 2016 | Ciudad de México · México | Amistoso                                | -                     | 1                 |                   |
| 2                 | Ecuador           | 0:1 (0:0)         | 18 de enero de 2017     | Riobamba · Ecuador        | Campeonato Sudamericano Fase de grupos  | -                     | 2                 |                   |
| 3                 | Chile             | 0:0               | 20 de enero de 2017     | Riobamba · Ecuador        | Campeonato Sudamericano Fase de grupos  | -                     |                   |                   |
| 4                 | Paraguay          | 3:2 (1:0)         | 22 de enero de 2017     | Riobamba · Ecuador        | Campeonato Sudamericano Fase de grupos  | -                     | 4                 |                   |
| 5                 | Colombia          | 1:0 (0:0)         | 24 de enero de 2017     | Riobamba · Ecuador        | Campeonato Sudamericano Fase de grupos  | -                     |                   |                   |
| 6                 | Ecuador           | 2:2 (0:2)         | 30 de enero de 2017     | Quito · Ecuador           | Campeonato Sudamericano Hexagonal final | -                     | 6                 |                   |
| 7                 | Uruguay           | 1:2 (1:0)         | 2 de febrero de 2017    | Quito · Ecuador           | Campeonato Sudamericano Hexagonal final | 23' a Guilherme Arana | 7                 |                   |
| 8                 | Venezuela         | 1:0 (0:0)         | 5 de febrero de 2017    | Quito · Ecuador           | Campeonato Sudamericano Hexagonal final | -                     |                   |                   |
| 9                 | Argentina         | 2:2 (1:1)         | 8 de febrero de 2017    | Quito · Ecuador           | Campeonato Sudamericano Hexagonal final | -                     |                   |                   |
| 10                | Colombia          | 0:0               | 11 de febrero de 2017   | Quito · Ecuador           | Campeonato Sudamericano Hexagonal final | -                     | 10                |                   |

### Selección absoluta
El 8 de marzo de 2019 recibió su primera convocatoria para la selección brasileña absoluta. Tite decidió convocarle tras la lesión de tobillo de Vinicius Júnior.

#### Participaciones en Copa América
| Torneo            | Sede   | Resultado | Partidos | Goles |
| ----------------- | ------ | --------- | -------- | ----- |
| Copa América 2019 | Brasil | Campeón   | 2        | 0     |

#### Goles internacionales
| Gol | Fecha              | Sede                      | Oponente | Marcador | Resultado | Competición |
| --- | ------------------ | ------------------------- | -------- | -------- | --------- | ----------- |
| 1.  | 9 de junio de 2019 | Estadio Beira-Rio, Brasil | Honduras | 5-0      | 7-0       | Amistoso    |

## Estadísticas

### Clubes
Actualizado al 23 de mayo de 2025.
| Club                                | Div.          | Temporada     | Liga  | Liga  | Estatal | Estatal | Copas nacionales | Copas nacionales | Torneos internacionales | Torneos internacionales | Total | Total |
| Club                                | Div.          | Temporada     | Part. | Goles | Part.   | Goles   | Part.            | Goles            | Part.                   | Goles                   | Part. | Goles |
| ----------------------------------- | ------------- | ------------- | ----- | ----- | ------- | ------- | ---------------- | ---------------- | ----------------------- | ----------------------- | ----- | ----- |
| São Paulo F. C. · Brasil            | 1.ª           | 2016          | 8     | 3     | 3       | 0       | 0                | 0                | —                       | —                       | 11    | 3     |
| São Paulo F. C. · Brasil            | Total club    | Total club    | 8     | 3     | 3       | 0       | 0                | 0                | 0                       | 0                       | 11    | 3     |
| Jong Ajax · Países Bajos            | 2.ª           | 2016-17       | 4     | 2     | —       | —       | —                | —                | —                       | —                       | 4     | 2     |
| Jong Ajax · Países Bajos            | 2.ª           | 2017-18       | 1     | 1     | —       | —       | —                | —                | —                       | —                       | 1     | 1     |
| Jong Ajax · Países Bajos            | Total club    | Total club    | 5     | 3     | 0       | 0       | 0                | 0                | 0                       | 0                       | 5     | 3     |
| Ajax de Ámsterdam · Países Bajos    | 1.ª           | 2016-17       | 8     | 3     | —       | —       | —                | —                | 4                       | 0                       | 12    | 3     |
| Ajax de Ámsterdam · Países Bajos    | 1.ª           | 2017-18       | 32    | 14    | —       | —       | 2                | 0                | 3                       | 0                       | 37    | 14    |
| Ajax de Ámsterdam · Países Bajos    | 1.ª           | 2018-19       | 29    | 8     | —       | —       | 6                | 1                | 15                      | 3                       | 50    | 12    |
| Ajax de Ámsterdam · Países Bajos    | 1.ª           | 2019-20       | 12    | 6     | —       | —       | 0                | 0                | 8                       | 0                       | 20    | 6     |
| Ajax de Ámsterdam · Países Bajos    | 1.ª           | 2020-21       | 25    | 3     | —       | —       | 4                | 2                | 10                      | 3                       | 39    | 8     |
| Ajax de Ámsterdam · Países Bajos    | 1.ª           | 2021-22       | 15    | 3     | —       | —       | 2                | 0                | 5                       | 1                       | 22    | 4     |
| Ajax de Ámsterdam · Países Bajos    | Total club    | Total club    | 121   | 37    | 0       | 0       | 14               | 3                | 45                      | 7                       | 180   | 47    |
| F. K. Shajtar Donetsk · Ucrania     | 1.ª           | 2021-22       | 0     | 0     | —       | —       | 0                | 0                | —                       | —                       | 0     | 0     |
| F. K. Shajtar Donetsk · Ucrania     | Total club    | Total club    | 0     | 0     | 0       | 0       | 0                | 0                | 0                       | 0                       | 0     | 0     |
| S. L. Benfica Portugal              | 1.ª           | 2022-23       | 31    | 6     | —       | —       | 5                | 2                | 12                      | 4                       | 48    | 12    |
| S. L. Benfica Portugal              | 1.ª           | 2023-24       | 24    | 5     | —       | —       | 2                | 0                | 9                       | 0                       | 35    | 5     |
| S. L. Benfica Portugal              | Total club    | Total club    | 55    | 11    | 0       | 0       | 7                | 2                | 21                      | 4                       | 83    | 17    |
| S. S. C. Napoli · Italia            | 1.ª           | 2024-25       | 28    | 2     | —       | —       | 2                | 1                | ―                       | ―                       | 30    | 3     |
| S. S. C. Napoli · Italia            | Total club    | Total club    | 28    | 2     | 0       | 0       | 2                | 1                | 0                       | 0                       | 30    | 3     |
| Total carrera                       | Total carrera | Total carrera | 217   | 56    | 3       | 0       | 23               | 6                | 66                      | 11                      | 309   | 73    |
| 1. 2. Fuentes: BDFutbol - Soccerway |               |               |       |       |         |         |                  |                  |                         |                         |       |       |

### Selecciones
Actualizado al 10 de septiembre de 2019.
| Sub-20 · Brasil                                                  | 2016          | -  | - | - | - | 1 | 0 | 1  | 0 |
| Sub-20 · Brasil                                                  | 2017          | 9  | 0 | - | - | 0 | 0 | 9  | 0 |
| Sub-20 · Brasil                                                  | Total sel.    | 9  | 0 | - | - | 1 | 0 | 10 | 0 |
| Absoluta · Brasil                                                | 2019          | 2  | 0 | - | - | 5 | 1 | 7  | 1 |
| Absoluta · Brasil                                                | Total sel.    | 2  | 0 | - | - | 5 | 1 | 7  | 1 |
| Total carrera                                                    | Total carrera | 11 | 0 | - | - | 6 | 1 | 17 | 1 |
| (1)Incluidos los datos del Campeonato Sudamericano Sub-20 (2017) |               |    |   |   |   |   |   |    |   |

### Resumen estadístico
|                            | Partidos | Goles | Promedio |
| -------------------------- | -------- | ----- | -------- |
| Liga                       | 172      | 50    | 0,29     |
| Estatal                    | 3        | 0     | 0        |
| Copas nacionales           | 19       | 5     | 0,26     |
| Copas internacionales      | 58       | 11    | 0,19     |
| Selección de Brasil sub-20 | 10       | 0     | 0        |
| Selección de Brasil        | 7        | 1     | 0,14     |
| Total                      | 269      | 67    | 0,25     |

## Palmarés

### Títulos nacionales
| Título                        | Club              | País         | Año  |
| ----------------------------- | ----------------- | ------------ | ---- |
| Copa de los Países Bajos      | Ajax de Ámsterdam | Países Bajos | 2019 |
| Eredivisie                    | Ajax de Ámsterdam | Países Bajos | 2019 |
| Supercopa de los Países Bajos | Ajax de Ámsterdam | Países Bajos | 2019 |
| Copa de los Países Bajos      | Ajax de Ámsterdam | Países Bajos | 2021 |
| Eredivisie                    | Ajax de Ámsterdam | Países Bajos | 2021 |
| Primeira Liga                 | S. L. Benfica     | Portugal     | 2023 |
| Supercopa de Portugal         | S. L. Benfica     | Portugal     | 2023 |
| Serie A                       | S. S. C. Napoli   | Italia       | 2025 |

### Títulos internacionales
| Título       | Club (*)            | Sede   | Año  |
| ------------ | ------------------- | ------ | ---- |
| Copa América | Selección de Brasil | Brasil | 2019 |

(*) Incluyendo la selección.